# Dźwiniacz Dolny
Dźwiniacz Dolny – wieś w Polsce położona w województwie podkarpackim, w powiecie bieszczadzkim, w gminie Ustrzyki Dolne.
W latach 1975–1998 miejscowość administracyjnie należała do województwa krośnieńskiego.
Przez wieś przepływa potok Dźwiniacz, który w dolnym biegu w Łodynie przyjmuje nazwę Łodynka i w Brzegach Dolnych uchodzi do Strwiąża.
Dnia 12 maja 1946 roku wszystkich mieszkańców wsi Dźwiniacz Dolny w liczbie około 760 osób, podobnie jak z wielu okolicznych miejscowości wysiedlono w ramach Akcji „Wisła” (w latach 1947–1950). Po wsi Dźwiniacz Dolny, gdzie według spisu z 1939 roku znajdowało się 119 domów, pozostały tylko pola oraz opuszczona cerkiew. Dopiero 15 lutego 1951 roku na mocy umowy dwustronnej pomiędzy PRL a ZSRR przeprowadzono wymianę terenów przygranicznych odzyskując Bieszczady. Dźwiniacz Dolny odbudował się dopiero po 1959 roku.
Od roku 2000 w Dźwiniaczu Dolnym odbywa się co roku w sierpniu festyn folklorystyczny pn. Święto Chleba. Główną atrakcją imprezy są wypieki chleba na liściach chrzanu i kapusty w piecu chlebowym na wolnym powietrzu. Imprezie towarzyszą występy zespołów folklorystycznych z Polski i Słowacji.